# Stade de la Vallée du Cher
Het Stade de la Vallée du Cher is een voetbalstadion in de Franse stad Tours. Het is de thuishaven van de voetbalclub Tours FC en het heeft een capaciteit van 10.128 plaatsen. 